# Davidsonia pruriens
Davidsonia pruriens là một loài thực vật có hoa trong họ Cunoniaceae. Loài này được F.Muell. mô tả khoa học đầu tiên năm 1867.